# Память об Александре Пушкине
Александр Сергеевич Пушкин (1799—1837) — русский поэт, драматург и прозаик, признан одним из самых авторитетных литературных деятелей первой трети XIX века. Памяти А. С. Пушкина посвящены музеи, памятники в различных городах России и за её пределами, имя поэта присвоено многим населённым пунктам, другим географическим объектам, сооружениям, организациям и т. п.

## Память о Пушкине

### Памятники и музеи
В 2007 году Международная Федерация русскоязычных писателей объявила о программе «Всемирное культурное наследие, фундаментальные ценности и русский язык», в рамках которой по всему миру к 210-летию со дня рождения А. С. Пушкина планируется устанавливать памятники поэту. В рамках этой программы в венгерском Дьёндьёше, Панаме, македонском Скопье, греческих Дельфах установлены бронзовые бюсты Пушкина на возведенных гранитных и мраморных постаментах.
В 2014 году бюст Пушкина был установлен в Национальной библиотеке Уругвая.
- Пушкин на Памятнике «1000-летие России» в Великом Новгороде
- Памятник в Москве, открытка конца XIX века
 (скульптор — А. М. Опекушин)
- Памятник на площади Искусств в  Санкт-Петербурге
- Памятник в музее-заповеднике Царское Село
- Святогорский монастырь и могила Пушкина. С репродукции 1874 г.
- Памятник в Москве
 (скульптор - А. М. Опекушин)
- Бюст  в усадьбе Вязёмы Московской области
- Памятник в Уральске
- Статуя в Бахчисарае, Крым
- Памятник в Баку
- Бюст в Шанхае, Китай
- Памятник в Бургасе, Болгария
- Бюст в Веймаре, Германия
- Памятник в Белграде, Сербия
- Памятник в Риме 
(скульптор Ю. Г. Орехов)
- Бюст в Алма-Ате
- Памятник в Таразе
- Бюст возле корпуса № 4 Кировоградского педагогического института
- Памятник в Гюмри, Армения
- Бюст А. С. Пушкина в Пушкинском сквере Бреста

### Памятные доски
- В декабре 1828 Александр Сергеевич читал здесь свою поэму «Полтава». Москва, Поварская ул., 27
- Мемориальная доска в Москве, посвящённая крещению А. С. Пушкина. Скульптор — Н. М. Аввакумов. 1992 год.
- Место в Москве, где находился дом, в котором родился Пушкин
- Доска в Святогорском монастыре в Пушкинских Горах
- Барельеф Пушкина в харьковском метро. Сооружён в 1984 году.

Музеи, посвящённые жизни А. С. Пушкина, имеются в Москве, Санкт-Петербурге, Вязёмы, Кишинёве, в Гурзуфе, в Бродзянах (Словакия) и других городах.

## Портреты А. С. Пушкина
- Карл Петер Мазер
- А.Л. Верейнов
- О. А. Кипренский (1827)
- И. К. Айвазовский и И. Е. Репин (1877)
- К. А. Сомов (1899)

## Топонимика
- Город Пушкин Пушкинского района Санкт-Петербурга — до 1918 года Царское Село, до 1937 Детское Село. Город получил современное название в 1937 году, к 100-летию со дня смерти поэта.
- Пушкино — посёлок в Советском районе Саратовской области.
- Пик Пушкина — горная вершина в центральной части Бокового Кавказского хребта. Высота 5100 м над уровнем моря. Расположена в Кабардино-Балкарии. Является частью горного массива Дыхтау в Кабардино-Балкарском высокогорном заповеднике
- Пушкинские горы — посёлок в Пушкиногорском районе Псковской области
- Пушкин — хутор в Красносулинском районе Ростовской области. Входит в состав Пролетарского сельского поселения.
- Пушкин — военный аэродром вблизи города Пушкин.
- Площадь Александра Пушкина в Дрездене
- Именем Пушкина названы улицы в Санкт-Петербурге, Йошкар-Оле, Симферополе, Нальчике, Ростове-на-Дону, Ереване, Баку и во множестве других городов и прочих населённых пунктов России и других стран бывшего СССР, а также в сербском Нови-Саде и македонском Скопье[4], площади (Москва), набережные в Москве и Таганроге, парки (Скопье). 18 декабря 2013 года в Сеуле (Южная Корея) была открыта площадь Пушкина, на которой 13 ноября 2013 года был открыт памятник поэту[7].
- Наиболее часто упоминаемый в связи с памятью А. С. Пушкина объект — Пушкинская площадь в Москве получившая это имя в 1937 году, в столетнюю годовщину гибели поэта. В 1950 году первый памятник Пушкину работы Опекушина, установленный на Тверском бульваре ещё в 1880 году был перенесён на противоположную сторону Тверской улицы.
- В ряде городов память А. С. Пушкина увековечена в станциях метрополитена. В Санкт-Петербурге это — «Пушкинская», расположенная рядом с Витебским вокзалом, откуда ведёт прямая железнодорожная ветка до Царского Села. В подземном вестибюле станции на фоне вида Царскосельского сада установлена скульптура сидящего на скамье поэта. Станция московского метро «Пушкинская» также оформлена как мемориальная.
- Пушкин-Тау — гора, расположена в республике Дагестан, в окрестностях города Избербаш.
- Пушкинский перевал — горный перевал в Армении, где, как писал Пушкин, он встретил арбу, на которой переправляли в Тбилиси тело убитого в Тегеране Александра Грибоедова.

- Всемирный день русского языка ежегодно отмечается в день рождения поэта, 6 июня.
См. также Пушкино — список населённых пунктов.

### Учреждения и организации
Имя Пушкина носят общественные и культурные учреждения и организации:
- Пушкинский Дом (Институт русской литературы РАН).
- Пушкинский музей в Москве.
- Музей Пушкина в Киеве.
- Драматические театры в Москве, Санкт-Петербурге, Пскове, Красноярске, Орске, Магнитогорске, Харькове, Курске, театр оперы и балета в Нижнем Новгороде, русский театр в Ашхабаде, театр музыкальной комедии в Ленинабаде, Молдавский государственный музыкально-драматический театр, Объединённый драматический театр Республики Адыгея и ряд других театров.
- Уральский педагогический институт имени А. С. Пушкина.
- Ленинградский государственный областной университет имени А.С.Пушкина в городе Пушкин (Санкт-Петербург).
- Государственный институт русского языка имени А. С. Пушкина в Москве.
- Брестский государственный университет имени А. С. Пушкина.
- Лицей № 1 имени А. С. Пушкина г. Бреста[8].
- Межпоселенческая центральная районная библиотека в Гатчине (с 2004 года)[9]
- Общество русской культуры им. А.С. Пушкина в Америке.
- Государственная библиотека Казахской ССР имени А. С. Пушкина (с 1937 по 1991).[10]
- Минская областная библиотека.

- Немецкое Пушкинское общество (Deutsche Puschkin-Gesellschaft e.V.).
- Имя Пушкина также носил Училищный дом, основанный в 1907 году в Санкт-Петербурге на Большой Ружейной улице (ныне — улица Мира). В советское время он стал школой (сейчас средняя школа № 80). Было ещё несколько таких училищных домов, расположенных в разных городах России и постсоветского пространства, часть из которых уже закрыты или готовятся к закрытию.
- Совместная туркмено-российская школа имени А. С. Пушкина в Туркменистане.
- Государственный историко-литературный музей-заповедник А. С. Пушкина в Захарове и Больших Вязёмах.
- Парижская масонская ложа «Александр Сергеевич Пушкин» № 1101 (учр. в 1991 году), в составе Великой ложи Франции[11][12].
- Школа № 353 имени А. С. Пушкина в Москве.
- Именем Пушкина названа гимназия № 4 в Йошкар-Оле.
- Именем Пушкина названа средняя общеобразовательная школа № 9 в Перми.
- Именем Пушкина названа средняя общеобразовательная школа № 11 в Воронеже.
- Именем Пушкина названа гимназия в Вильнюсе.
- Имя Пушкина с 1949 года носит учебно-воспитательный комплекс № 90 в Одессе. Каждый год в день смерти поэта в школе проходят памятные мероприятия, выставки произведений А. С. Пушкина, посещение школьного музея им. А. С. Пушкина[13].
- Имя носил Тбилисский государственный педагогический институт.
- МБОУ "Лицей имени А.С. Пушкина" — образовательное учреждение в г. Семенов Нижегородской области[14].
- Именем Пушкина названа школа-гимназия № 1 в Шымкенте, Казахстан.
- Именем Пушкина названа основная школа № 8 в Ереване, Армения[15].
- Имя А. С. Пушкина присвоено гимназии № 3 г. Витебска[16].

### Другое
- Теплоход «Александр Пушкин».
- С 1977 года «Медаль А. С. Пушкина» является наивысшей почётной наградой в сфере международного исследования русского языка, учреждённой Министерством образования СССР. Ежегодно эта награда вручается не более 10 лицам, которые внесли выдающийся вклад в область исследования и распространения русского языка, русской культуры, включая русскую литературу, искусство и смежные с искусством сферы. Награждение производится через национальные организации МАПРЯЛ.
- Премия имени А. С. Пушкина за научные работы в области русского языка и литературы. Присуждается Российской академией наук.
- Медаль Пушкина утверждена Указом Президента Российской Федерации от 9 мая 1999 года № 574.
- 6 июня 2009 года поисковые системы Яндекс[17] и Google почтили память поэта оригинальным способом, внеся в свой логотип элементы рисунков Пушкина.
- Астероид (2208) Пушкин[18].
- Кратер Пушкин на Меркурии[19].
- Принято решение ко дню рождения А. С. Пушкина на Красной площади ежегодно проводить фестиваль «Книги России»[20].
- 31 мая 2019 года аэропорту Шереметьево г. Москвы присвоено имя А. С. Пушкина[21].

### В нумизматике
| Год  | Государство                                                                                 | Номинал                                                 | Тип                                               | Тираж    | Примечания                        |
| ---- | ------------------------------------------------------------------------------------------- | ------------------------------------------------------- | ------------------------------------------------- | -------- | --------------------------------- |
| 1984 | СССР                                                                                        | 1 рубль                                                 | памятная монета, медно-никелевый сплав            | 2035000  | 185 лет со дня рождения           |
| 1999 | Россия                                                                                      | 1 рубль                                                 | памятная монета, медно-никелевый сплав            | 10000000 | 200 лет со дня рождения           |
| 1999 | Россия                                                                                      | 3 рубля                                                 | памятная монета, серебро 900                      | 15000    | 200 лет со дня рождения           |
| 1999 | Россия                                                                                      | 3 рубля                                                 | памятная монета, серебро 900                      | 15000    | 200 лет со дня рождения           |
| 1999 | Россия                                                                                      | 25 рублей                                               | памятная монета, серебро 900                      | 3000     | 200 лет со дня рождения           |
| 1999 | Россия                                                                                      | 50 рублей                                               | памятная монета, золото 900                       | 1500     | 200 лет со дня рождения           |
| 1999 | Россия                                                                                      | 100 рублей                                              | памятная монета, золото 900                       | 1000     | 200 лет со дня рождения           |
| 1999 | Россия                                                                                      | 100 рублей                                              | памятная монета, серебро 900                      | 1000     | памятник; 200 лет со дня рождения |
| 1999 | Армения                                                                                     | 200 драмов                                              | памятная монета, серебро 999                      | 500      | ссылка 200 лет со дня рождения    |
| 2009 | Белоруссия                                                                                  | 20 рублей («Сказка о золотом петушке»)                  | памятная монета, серебро 925, цветная тампопечать | 7000     | ссылка                            |
| 2009 | Белоруссия                                                                                  | 20 рублей («Сказка о рыбаке и рыбке»)                   | памятная монета, серебро 925, цветная тампопечать | 7000     | ссылка                            |
| 2009 | Белоруссия                                                                                  | 20 рублей («Сказка о мертвой царевне и семи богатырях») | памятная монета, серебро 925, цветная тампопечать | 7000     | ссылка                            |
| 2009 | Белоруссия                                                                                  | 20 рублей («Сказка о царе Салтане»)                     | памятная монета, серебро 925, цветная тампопечать | 7000     | ссылка                            |
| 2009 | Белоруссия                                                                                  | 20 рублей («Руслан и Людмила»)                          | памятная монета, серебро 925, цветная тампопечать | 7000     | ссылка                            |
| 2012 | Ниуэ (самоуправляемое государственное образование в свободной ассоциации c Новой Зеландией) | 2 новозеландских доллара                                | памятная монета, серебро 999, цветная тампопечать | 8000     | ссылка                            |

В 1999 году Банк России выпустил 7 памятных монет серии «200-летие со дня рождения А. С. Пушкина»:
| Аверс | Реверс | Описание                                                                                          |
| ----- | ------ | ------------------------------------------------------------------------------------------------- |
|       |        | 3 рубля, серебро (900), 1999 г.                                                                   |
|       |        | 3 рубля, серебро (900), 1999 г.                                                                   |
|       |        | 25 рублей, серебро (900), 1999 г.                                                                 |
|       |        | 100 рублей, серебро (900), 1999 г.                                                                |
|       |        | 50 рублей, золото (900), 1999 г.                                                                  |
|       |        | 100 рублей, золото (900), 1999 г.                                                                 |
|       |        | 1 рубль, медно-никелевый сплав, 1999 г.                                                           |
|       |        | Банк России, 2011 г. — 200-летие Царскосельского лицея. На переднем плане памятник А. С. Пушкину. |
|       |        | «185 лет со дня рождения А. С. Пушкина», 1 рубль, 1984, медно-никелевый сплав                     |

### Пушкин в филателии
А. С. Пушкин изображен на многих почтовых марках СССР, России и зарубежных стран. Также в его честь были изданы почтовые конверты.

- Серия почтовых марок к 100-летию со дня смерти Пушкина
- Марки СССР, 1937 год
- Почтовый блок

- Серия юбилейных почтовых марок
- 125-летие со дня смерти
- 150-летие со дня смерти
- 175-летие со дня рождения
- 200-летие со дня рождения

- Почтовая марка СССР номиналом 40 копеек из выпуска «10 лет Договору о дружбе, взаимной помощи и послевоенном сотрудничестве между СССР и Польской Народной Республикой». На марке изображены портреты А.С. Пушкина и польского поэта Адама Мицкевича, а также фрагмент стихотворения А.С. Пушкина «Он между нами жил…», посвященного А. Мицкевичу
- Почтовая марка, 1956 года
- Почтовая марка 1959 год. Памятник Пушкину в Ленинграде
- Почтовая марка 1963 год. Памятник Пушкину в Киеве
- Почтовая марка, 2024 год. Совместный выпуск Российской Федерации и Республики Беларусь. 225 лет со дня рождения А. С. Пушкина (1799–1837), поэта

- Пушкин на иностранных почтовых марках
- Почтовая марка Венгрии,
 1949 год
- Почтовые марки Румынии,
 1949 год
- Стамати и Пушкин в Кишинёве. Почтовая марка Молдовы, 1999 год
- Почтовая марка Таджикистана,
 2008 год
- Почтовая марка Украины, 1999 год

## Фильмы о Пушкине
- Фильмы о Пушкине

## Критика
Восприятие Александра Сергеевича Пушкина как великого поэта в массовой культуре русскоязычных стран принимает шаблонный, стереотипный характер без проникновения в суть его творчества. Известность Пушкина среди обывателей привела к появлению посвящённых ему анекдотов, в том числе специфических. 
В 2008 году на пушкинском празднике во Пскове был организован флеш-моб, участники которого заявили, что «имя Пушкина настолько заездили и опошлили, что школьники просто уже не могут его слышать, а Пушкин тоже человек — пусть и у него будет нормальный день рождения, а не шоу для туристов».
В фильме «Бакенбарды» Юрия Мамина образ Пушкина используется героями фильма как основа для создания политического культа. В нём также пародируется использование образа поэта в бытовых предметах — изображения Пушкина помещаются на матрёшки, нижнее бельё и т. д.